# 傭兵戰爭
在第一次布匿戰爭晚期，戰事形勢已對迦太基不利。哈米爾卡·巴卡自前247年起率領一支由多國僱傭軍組成的小部隊駐守西西里島，對僱傭軍許以巨額酬金。回國之後，哈米爾卡被撤換，其軍隊得不到酬金，又因為失去了統帥，發起了兵變，史稱傭兵戰爭或無道戰爭（Truceless war）。迦太基政府被迫重新起用哈米爾卡。他使用攻心戰術，以自身威望招納敵軍，並對拒絕投降者加以殘酷鎮壓，最終在前237年平定了兵變。在此期間，羅馬趁火打劫，佔領了原屬迦太基的科西嘉島和撒丁島，並勒索了大筆賠款。